# Kisačka (Novi Sad)
Kisačka (srbsky Кисачка) je ulice v hlavním městě srbské autonomní oblasti Vojvodina, Novi Sad. Nachází se v severní části Nového Sadu, spojuje centrum města s jeho severními městskými částmi (Salajka, Vidovdansko naselje). Je dlouhá cca 1,7 km.

## Název
Ulice je pojmenována podle obce Kysáč (srbsky Kisač), která je známá tím, že zde žijí dolnozemští Slováci. 

## Historie
Ulice patří k nejstarším v hlavním městě Vojvodiny. Vznikla přirozeně zástavbou obou stran původní silnice, vedoucí ze samotného středa městu do obce Kysáč (navazuje na Nikole Pašića). Objevila se již na mapách prvního vojenského mapování, kdy končila přibližně v prostoru, kde podchází podjezdem železniční trať z Bělehradu do Subotici. V maďarském jazyce se již tehdy jmenovala jako Kiszácsi utca.
Na severním konci ulice se nacházela celnice, kde se platil poplatek za převážené zboží do Nového Sadu. Na začátku druhé světové války zde došlo k německému náletu na smuteční procesí.
Během maďarské okupace Vojvodiny za druhé světové války nesla název maďarsky Szabadkai utca), tedy Subotická ulice. Původní název ji byl vrácen po skončení války, po nějakou dobu se ale jmenovala Lenjingradska ulica podle města Leningrad (dnes Petrohrad). Kvůli přesunu novosadského železničního uzlu po válce byla ve své severní části částečně napřímena, díky čemuž tak uliční čára odstupuje z východní strany značným směrem. Ulice byla také rozšířena.

## Doprava
Jedná se o rušnou městskou ulici, kudy je vedena řada linek městské autobusové dopravy. Ve své jižní části, která je přivrácena středu města, má charakter třídy s dvěma jízdními pruhy a později se rozšiřuje na ulici s čtyřmi jízdními pruhy, dvěma v každém směru.

## Významné objekty
- Kavárna Tři koruny
- Kisačka 20, dům kde žila Mileva Ajnštajn.[2]